# ATSF-Klasse 3450
Die Klasse 3450 der Atchison, Topeka and Santa Fe Railway umfasste zehn Dampflokomotiven der Achsfolge 2'C2', die 1927 bei Baldwin Locomotive Works gebaut wurden. Ursprünglich wurden sie mit Kohle befeuert, in den 1930er Jahren jedoch auf Ölfeuerung umgestellt. Zur selben Zeit wurden der Durchmesser der Treibräder von 73 auf 79 Inches und der Kesseldruck um 10 lb/in² auf 230 lb/in² erhöht. Diese Änderungen bewirkten eine Verringerung der Anfahrzugkraft von 44.250 lb auf 43.300 lb, erhöhten aber im Gegenzug die Höchstgeschwindigkeit und die Effizienz. Ihr ursprüngliches Einsatzgebiet war der Mittlere Westen zwischen Chicago und Colorado. Später wurden einige in das kalifornische San Joaquin Valley zwischen Bakersfield und Oakland verlegt.
Die Lokomotiven der Klasse 3450 waren kleiner und weniger stark als die später hinzugekommenen Maschinen der Reihe 3460, konnten jedoch eine ähnlich hohe Geschwindigkeit erreichen.
Die erste gebaute Lokomotive, die Nummer 3450, wurde 1955 dem südkalifornischen Verband der Railway and Locomotive Historical Society gespendet und ist in deren Museum auf den Los Angeles County Fairgrounds in Pomona (Kalifornien) stationiert. Das Fahrzeug befindet sich nicht im betriebsfähigen Zustand, ist jedoch äußerlich gut erhalten und kann besichtigt werden.